# Motoki Nishimura
Motoki Nishimura (en japonés: 西村昌樹, Nishimura Motoki; 8 de junio de 1947) es un deportista japonés que compitió en judo.
Participó en los Juegos Olímpicos de Múnich 1972, obteniendo una medalla de bronce en la categoría de +93 kg. Ganó una medalla de oro en el Campeonato Asiático de Judo de 1970.

## Palmarés internacional
| Juegos Olímpicos    | Juegos Olímpicos   | Juegos Olímpicos  | Juegos Olímpicos |
| Año                 | Lugar              | Medalla           | Categoría        |
| ------------------- | ------------------ | ----------------- | ---------------- |
| 1972                | Múnich (RFA)       | Medalla de bronce | +93 kg           |
| Campeonato Asiático |                    |                   |                  |
| Año                 | Lugar              | Medalla           | Categoría        |
| 1970                | Kaohsiung (Taiwán) | Medalla de oro    | Abierta          |